# Empoasca morindae
Empoasca morindae är en insektsart som beskrevs av Metcalf 1946. Empoasca morindae ingår i släktet Empoasca och familjen dvärgstritar. Inga underarter finns listade i Catalogue of Life.